# Clan Tachibana
Il clan Tachibana (立花氏?, tachibana-shi) fu un clan del periodo feudale in Giappone che dichiarava la propria discendenza da Ōtomo Sadamune dello Seiwa Genji.

## Storia[1]
Originariamente basato nel castello di Tachibana nel Kyūshū, le proprietà della famiglia furono trasferite nello han di Yanagawa nell'estremo nord-est dell'Honshû durante il periodo Edo.
Il clan, che non aveva alcuna relazione diretta con il clan Tachibana del periodo Heian, ebbe origine con Ōtomo Sadatoshi (morto nel 1336), che assunse il nome e lo assegnò alla famiglia dei servitori del clan Ōtomo che governavano il castello di Tachibana. Durante la metà del periodo Sengoku, Mōri Motonari, dopo aver conquistato i territori del clan Ōuchi, cercò di espandere i propri territori verso quelli degli Ōtomo così i due clan iniziarono una guerra lunga 15 anni per il predominio della città di Hakata, dal 1550 e alla prima metà del 1560. Tuttavia Ōtomo Sōrin riuscì a frenare i Mōri e a cacciarli dall'isola. Nel frattempo Sōrin dovette affrontare la ribellione del clan Akizuki che era supportato dai Mōri.
Nel 1568 Motonari persuase Tachibana Akitoshi (1521–1568), che era il comandante del castello di Tachibana, il quale era insoddisfatto del clan Ōtomo, a tradire. Akitoshi si ribellò e si unì ai Mōri. Sōrin, il quale perse l'importante castello, ordinò prontamente l'attacco del castello di Tachibana al suo fidato generale Bekki Akitsura. Il clan Bekki era una famiglia servitrice degli Ōtomo, e Akitsura partecipò a molte battaglie fin dalla gioventù. Akitsura aveva una paralisi alla gamba sinistra, ma cavalcando un palanchino ordinò l'assedio del castello. La ragione precisa della paralisi è sconosciuta, ma si dice che la sua gamba sia stata colpita da un fulmine.
A dispetto di questo handicap, Akitsura guidò molte battaglie sul fronte e raggiunse molte vittorie, così Akitsura fu venerato come damon e lodato come un incantesimo di tuono. Si racconta che Takeda Shingen (1521–1573) avesse voluto incontrarlo. Alla fine Akitsura riuscì a conquistare il castello e cambiò il suo nome in Tachibana Dōsetsu. Dopo la decisiva sconfitta degli Ōtomo nella battaglia di Mimikawa, Dōsetsu dovette scontrarsi contro Ryūzōji Takanobu il quale voleva avvantaggiarsi della situazione, e continuò a confrontarsi anche con il clan Shimazu che premeva sui territori Ōtomo. Nel 1584 Takanobu venne sconfitto dagli Shimazu nella battaglia di Okitanawate e Dōsetsu ne approfittò per riconquistare i territori persi.
Dōsetsu morì nel 1585. Non avendo figli nominò sua figlia, Tachibana Ginchiyo come successore. Poco dopo sposò Takahashi Munetora, divenuto vassallo di Toyotomi Hideyoshi, che aiutò a sconfiggere il clan Shimazu nella campagna di Kyūshū. Dopo aver ereditato la leadership del clan, Takahashi prese un cambiò nome e divenne Tachibana Muneshige.
Muneshige combatté per Hideyoshi nelle invasioni della Corea e gli fu assegnato il feudo di Yanagawa (provincia di Chikugo, 132.000 koku), la terra che circonda il castello di Tachibana. Combatté contro i Tokugawa nella battaglia di Sekigahara del 1600, e fu espropriato delle sue proprietà dopo la sconfitta.
Alla fine dimostrò la sua lealtà allo shogunato Tokugawa nel 1611 e gli fu concesso un feudo nella provincia di Mutsu, lontano dal Kyūshū. Questo feudo di Tanakura valeva solo 20.000 koku, ma quando la famiglia Tanaka, la quale governava con il castello di Tachibana e Yanagawa, terminò per mancanza di eredi, i Tachibana furono riportati al loro vecchio territorio. Il loro reddito rimase tuttavia intorno ai 20.000 koku. I discendenti rimasero in questo feudo fino alla restaurazione Meiji e divennero conti dopo l'abolizione del sistema han.
Nel frattempo, il fratello minore di Muneshige, Takahashi Munemasu (1573–1617) si trovò in una simile situazione. Il suo dominio fu ridotto da 18.000 koku a 5.000 in conseguenza della sua opposizione ai Tokugawa a Sekigahara. Cambiò il suo nome in Tachibana Naotsugu e passò il feudo di Miike ai suoi eredi. Tachibana Takachika, suo discendente, ottenne il posto di governo di wakadoshiyori, guadagnando potere e prestigio per il clan anche se fu successivamente degradato ad hatamoto. Questo ramo della famiglia ottenne il titolo di visconte dopo la restaurazione Meiji.

## Membri importanti del clan[2]
- Ōtomo Sadatoshi
- Tachibana Shinsei
- Tachibana Munekatsu
- Tachibana Shinzen
- Tachibana Dōsetsu (1513–1585)
- Tachibana Ginchiyo (1569–1602)
- Tachibana Muneshige (1567–1642)
- Tachibana Naotsugu(1573–1617)
- Tachibana Takachika